# Julius Willoughby
Julius Edgar Willoughby (Arkadelphia, 13 de octubre de 1871 - Sarasota, 11 de marzo de 1944) fue un ingeniero estadounidense que se desempeñó como jefe de varias compañías ferroviarias en Estados Unidos y una en Haití.

## Biografía
Willoughby nació en Arkadelphia, Alabama el 12 de octubre de 1871. Se graduó de la Universidad de Alabama en 1892 y comenzó a trabajar para Louisville and Nashville Railroad. Ascendió de rango en varias compañías ferroviarias antes de unirse a Knoxville La Follette & Jellico de Louisville y Nashville, donde se convirtió en ingeniero jefe. También se desempeñó como ingeniero jefe del Ferrocarril Nacional de Haití en 1912 y reemplazó a EB Pleasants como ingeniero jefe del Ferrocarril de la Costa Atlántica en 1913. Se le atribuye el haber nombrado a las comunidades de Eridu e Iddo en Florida.
En 1920 participó en planes para profundizar el canal en Port Tampa.
Se le consultó sobre los planes para un canal de transporte entre el Atlántico y el Golfo de México a través de Florida. Falleció en Sarasota, Florida.